# Dansk Melodi Grand Prix 1987
Melodi Grand Prix 1987 var Dansk Melodi Grand Prix nr. 20 og blev afholdt lørdag d. 28. februar i Tivolis Koncertsal. Jørgen de Mylius var vært igen, som han havde været siden 1978. Et live orkester var til stede for første gang siden 1983, og Henrik Krogsgaard var kapelmester. Bedømmelsesudvalget som valgte de 10 sange bestod af: Gunnar Geertsen, Klaus Reitov, Michael Juul Sørensen, Jannie Høeg, Christian Clausen og Jørgen de Mylius.
Vinderen blev Anne Cathrine Herdorf med sangen "En lille melodi" med i alt 40 point og med 18 point ned til nr. to.

## Deltagere
| Nr. | Sang                         | Artist                                      | Komponist(er) / sangtekstforfatter(e)              | Point | Placering |
| 1   | "Farvel og tak"              | Kirsten & Søren                             | Søren Bundgaard / Keld Heick                       | 6     | 5.        |
| 2   | "Sig mig hvad er du ude på?" | Dorthe Kollo & Johnny Reimar                | Jacob Jonia                                        | –     | 6.        |
| 3   | "Danse i måneskin"           | Trine Dyrholm & Moonlighters                | Frans Bak / Niller                                 | 20    | 3.        |
| 4   | "Stjerner på himlen"         | Dario Campeotto                             | Kjeld Ruud-Hansen, Merete Ruud-Hansen              | –     | 6.        |
| 5   | "Ha' det godt"               | Keld & Hilda                                | Carsten Lehn / Hilda & Keld Heick                  | –     | 6.        |
| 6   | "Good-bye Joe"               | Lille Palle                                 | Ole Bredahl                                        | –     | 6.        |
| 7   | "Hva' du ude på?"            | Birthe Kjær                                 | Per Meilstrup / Keld Heick                         | 22    | 2.        |
| 8   | "Det' gratis"                | Tommy Seebach                               | Tommy Seebach / Keld Heick                         | 17    | 4.        |
| 9   | "En lille melodi"            | Anne Cathrine og drengene                   | Helge Engelbrecht / Helge Engelbrecht, Jacob Jonia | 40    | 1.        |
| 10  | "Helt normalt"               | Limelight (Torben Lundgren & Gitte Jonsson) | Torben Lundgren                                    | –     | 6.        |

## Pointfordeling
| Sang               | Nord- og Vestjylland | Sjælland, Lolland Falster, Bornholm | Øst- og Sønderjylland | Storkøbenhavn | Fyn | Points | Placering |
| ------------------ | -------------------- | ----------------------------------- | --------------------- | ------------- | --- | ------ | --------- |
| "Farvel og tak"    | 1                    | 1                                   | 1                     | 2             | 1   | 6      | 5         |
| "Danse i måneskin" | 2                    | 4                                   | 4                     | 4             | 6   | 20     | 3         |
| "Hva' du ude på?"  | 4                    | 6                                   | 2                     | 6             | 4   | 22     | 2         |
| "Det' gratis"      | 6                    | 2                                   | 6                     | 1             | 2   | 17     | 4         |
| "En lille melodi"  | 8                    | 8                                   | 8                     | 8             | 8   | 40     | 1         |